# Condado de Cherry
El condado de Cherry (en inglés: Cherry County), fundado en 1883, es un condado del estado estadounidense de Nebraska. En el año 2000 tenía una población de 6.148 habitantes con una densidad de población de 0,39 personas por km². La sede del condado es Valentine.

## Geografía
Según la oficina del censo el condado tiene una superficie total de 15 566 km² (6010,0 mi²), de los que 15 439 km² (5961,0 mi²) son tierra y 127 km² (49,0 mi²) (0,82%) son agua.

### Condados adyacentes
- Condado de Bennett - norte
- Condado de Todd - norte
- Condado de Tripp - nordeste
- Condado de Brown - este
- Condado de Keya Paha - este
- Condado de Blaine - sureste
- Condado de Grant - sur
- Condado de Thomas - sur
- Condado de Hooker - sur
- Condado de Sheridan - oeste
- Condado de Shannon - noroeste

## Demografía
Según el 2000 la renta per cápita media de los habitantes del condado era de 29.268 dólares y el ingreso medio de una familia era de 36.500 dólares. En el año 2000 los hombres tenían unos ingresos anuales 23.705 dólares frente a los 17.277 dólares que percibían las mujeres. El ingreso por habitante era de 15.943 dólares y alrededor de un 12,30% de la población estaba bajo el umbral de pobreza nacional.

## Ciudades y pueblos
La principal ciudad es Valentine aunque también existen los pueblos de
- Cody
- Crookston
- Kilgore
- Merriman
- Nenzel
- Wood Lake